# Brittiska Guyana i olympiska sommarspelen 1960
Brittiska Guyana deltog med fem deltagare vid de olympiska sommarspelen 1960 i Rom. Ingen av landets deltagare erövrade någon medalj.